# Comté d'Oregon
Le comté d'Oregon (en anglais : Oregon County) est un comté situé au centre-sud du Missouri, aux États-Unis. Au recensement de 2000, la population était de 10 344 habitants. Cependant, une estimation de 2007 évalue la population à 10 491 habitants. Le siège du comté est Alton. Le comté a été officiellement fondé le 14 février 1845, et a été nommé en référence au territoire de l'Oregon, au nord-ouest des États-Unis.
Accueillant une large partie de la Forêt Nationale Mark Twain, le comté d'Oregon possède plus de Forêt Nationale que n'importe quel autre comté du Missouri. On y trouve aussi les Irish Wilderness (littéralement en français : « étendues sauvages irlandaises »), la plus grande réserve sauvage de l'État. Les possibilités de randonnées pédestres et de balades abondent sur les pistes d'Ozark et de White's Creek. Le canoë et la pêche sont populaires sur la rivière Eleven Point, qui est la seule bénéficiant de la dénomination de National Wild and Scenic River dans l'état.
Le parc d'État de Grand Gulf est un parc de l'État du Missouri situé à l'est de Thayer ; il inclut un canyon karstique effondré.

## Géographie
Selon le bureau du recensement des États-Unis, le comté a une superficie de 2 050 km², dont une très faible partie (0,02 %) est de l'eau.

### Comtés adjacents
- Comté de Shannon (nord)
- Comté de Carter (nord-est)
- Comté de Ripley (est)
- Comté de Randolph, en Arkansas (sud-est)
- Comté de Sharp, en Arkansas (sud)
- Comté de Fulton, en Arkansas (sud-ouest)
- Comté de Howell (est)

### Autoroutes principales
- U.S. Route 63
- U.S. Route 160
- Route 19 (en)
- Route 99 (en)
- Route 142 (en)

### Zone protégée nationale
- Forêt Nationale Mark Twain (pour partie)

## Histoire
Durant la guerre de Sécession, des hommes du comté d'Oregon ont combattu pour les États confédérés d'Amérique en trois occasions.
En juillet 1861, le second régiment d'infanterie de la septième division McBride, la garde de l'État du Missouri, a été formé. Les hommes du comté ont constitué les compagnies A, D, F et G. Le 10 août, ils combattirent à la bataille de Wilson's Creek, près de Springfield et furent victorieux.
Au début de 1862, la garde de l'état fut dissoute, et des unités régulières de l'armée confédérée furent formées. Durant février et mars 1862, les hommes du comté furent regroupés dans les compagnies D et I de la quatrième infanterie du Missouri. Celle-ci fut envoyée dans le Mississippi où ils furent engagés dans la bataille de Corinth les 3 et 4 octobre 1862. Les hommes du comté subirent de lourdes pertes dues aux maladies et blessures de guerre, et finirent par se rendre avec 30 000 autres confédérés au siège de Vicksburg, le 4 juillet 1863.
À la fin de l'hiver et au printemps 1864, le Major Matthew G. Norman commença à organiser un autre régiment de troupes. Ces hommes devraient rejoindre les soldats de l'Arkansas du nord commandé par le Lieutenant-Colonel James H. Tracy pour former le régiment de Fristoe dans la cavalerie du Missouri. Le colonel Edward T. Fristoe, de Rappahannock, en Virginie, devait prendre la tête de la malheureuse invasion du Missouri par le général Sterling Price à la fin de 1864.
Les autres unités du comté d'Oregon rejoignirent le régiment de Freeman, la cavalerie du Missouri, et le quinzième régiment de cavalerie du comté voisin de Ripley. Seule une poignée d'hommes du comté rejoignirent l'armée de l'Union.
Le comté en lui-même souffrit beaucoup durant le conflit des raids des troupes unionistes, ainsi que des atrocités commises par les bushwhackers.

## Éducation
Parmi les adultes âgés de 25 ans ou plus dans le comté d'Oregon, 72 % possèdent un diplôme de High School ou supérieur, alors que 9,1 % sont titulaires d'un Bachelor's degree ou supérieur à leur niveau d'étude final.

### Écoles publiques
Les écoles publiques du comté sont les suivantes :
- District scolaire d'Alton R-IV - Alton
  - Alton Elementary School (K-06)
  - Alton High School (07-12)
- District scolaire de Couch R-I - Myrtle
  - Couch Elementary School (K-06)
  - Couch High School (07-12)
- District scolaire d'Oregon-Howell R-III - Koshkonong
  - Koshkonong Elementary School (K-06)
  - Koshkonong High School (07-12)
- District scolaire de Thayer R-II - Thayer
  - Thayer Elementary School (K-06)
  - Thayer High School (07-12)

## Démographie
Au recensement de 2000, il y avait 10.344 habitants, 4.263 ménages et 3.018 familles résidant dans le comté. La densité de population est de 5 habitants au km². Il y avait 4 997 logements, avec une densité de 2 au km². La composition raciale du comté était de 94,61 % de Blancs, 0,10 % de Noirs ou Afro-Américains, 2,88 % d'Amérindiens, 0,14 % d'Asiatiques, 0,01 % d'Océaniens, 0,08 % d'autres races et 2,19 % ayant plusieurs races. Environ 1,09 % de la population était hispanique ou latino, quelle que soit la race. Parmi les origines principales du comté d'Oregon, on comptait 29,7 % d'Américains, 13,4 % d'Anglais, 13,1 % d'Irlandais et 13,0 % d'Allemands selon le recensement de 2000.
Il y avait 4 263 ménages parmi lesquels 29,30 % avaient des enfants de moins de 18 ans à la maison, 58,80 % de couples mariés vivant ensemble, 8,40 % de femmes au foyer, et 29,20 % n'étaient pas des familles. 26,20 % des ménages étaient constitués de célibataires et 13,90 % avaient parmi eux une personne âgée de plus de 65 ans. La taille moyenne du ménage était de 2,40 et la taille moyenne de famille de 2,86.
Dans le comté la population était répartie en : 24,30 % de moins de 18 ans, 7,00 % entre 18 et 24 ans, 24,10 % entre 25 et 44 ans, 26,50 % entre 45 et 64 et 18,00 % de plus de 65 ans. L'âge médian était de 41 ans. On comptait 100 femmes pour 96,40 hommes, et 100 femmes pour 92,80 hommes sous l'âge de 18 ans.
Le revenu moyen d'un ménage dans le comté était de 26.119$, et le revenu moyen pour une famille de 31.637$. Les hommes avaient un revenu moyen de 22 304 $ contre 16 353 pour les femmes. Le revenu par tête pour le comté était de 15 043 $. Environ 16,30 % des familles et 22,00 % de la population étaient sous le seuil de pauvreté, dont 28,20 % de moins de 18 ans et 20,00 % au-dessus de 65 ans.

## Villes
| - Alton - Bardley - Couch | - Koshkonong - Myrtle - Thomasville | - Thayer |  |

## Vie politique

### Locale
Au niveau local, la politique du comté d'Oregon est largement dominée par le parti démocrate. Tous les élus - sauf un - sont démocrates.
| Poste                               | Elu                | Parti       |
| ----------------------------------- | ------------------ | ----------- |
| Assesseur                           | Charles Lon Alford | Démocrate   |
| Circuit Clerk & Ex Officio Recorder | Dorothy Barton     | Démocrate   |
| Greffier                            | Gary Hensley       | Démocrate   |
| Contrôleur des finances             | Jerry Richardson   | Démocrate   |
| Commissaire – District 1            | Johnny D. Wrenfrow | Démocrate   |
| Commissaire – District 2            | Edward Casey       | Républicain |
| Médecin-légiste                     | Tom Clary          | Démocrate   |
| Président de la commission          | Leo Warren         | Démocrate   |
| Procureur                           | Fred O’Neill       | Démocrate   |
| Administrateur public               | Mike Crawford      | Républicain |
| Shérif                              | George Underwood   | Démocrate   |
| Géomètre                            | Pauline Peterman   | Démocrate   |
| Trésorier                           | Kim Hollis         | Démocrate   |

### De l'état
Le comté d'Oregon est représenté à la chambre des représentants de l'État du Missouri par Mike Dethrow. En 2008, Dethrow a concouru sans opposant et a été réélu avec 100 % des voix.
Le comté fait également partie du 33e district sénatorial de l'État du Missouri, et est actuellement représenté par le sénateur Chuck Purgason (Républicain, Caulfield). En 2008, Purgason a battu Eric Reeve (Démocrate) par 67,31 % contre 32,69 %. Pour sa part, le comté a apporté 61,03 % à Purgason et 38,97 % à Reeve. Ce 33e district est composé des comtés de Camden, Howell, Laclede, Oregon, Shannon, Texas et Wright.
À l'élection du gouverneur de 2008, le gouverneur du Missouri Jay Nixon (Démocrate) a battu l'ancien Représentant Kenny Hulshof (Républicain) par 58,40 % du total des votes de l'état. Nixon a eu de très bons résultats et a gagné de nombreux comtés ruraux de l'état, incluant le comté d'Oregon, où l'ancien procureur général l'a emporté par une large marge de 59,22 % des votes, contre 38,07 % à Hulshof.

### Fédérale
À la chambre des représentants des États-Unis, le comté d'Oregon est représenté par Jo Ann Emerson (Républicain, Cape Girardeau), qui représente l'ensemble du sud-est du Missouri, pour le 8e District du Congrès.

#### Culture politique
Au niveau présidentiel, le comté d'Oregon est équitablement indépendant de pensée ou comté disputé. Bien que George W. Bush ait emporté le comté en 2000 et 2004, les marges de victoires ont été plus faibles que dans les autres zones rurales. Bill Clinton a également remporté le comté deux fois en 1992 et 1996. Comme la plupart des autres comtés ruraux dans le Missouri, le comté d'Oregon a préféré John McCain à Barack Obama en 2008
Comme dans la plupart des zones rurales du sud-est du Missouri, les électeurs du comté d'Oregon adhérent généralement à des principes sociaux et culturels conservateurs.
Lorsqu'en 2004, les électeurs du Missouri ont voté sur un amendement constitutionnel pour définir le mariage comme l'union d'un homme et d'une femme, il a été accepté massivement dans le comté d'Oregon avec 87,09 % des votes. L'initiative a été acceptée dans l'état avec 71 % des votants, faisant du Missouri le premier état à bannir le mariage homosexuel.
En 2006, les électeurs du Missouri votèrent sur un amendement constitutionnel sur le financement et la légalisation de la recherche sur les cellules souches embryonnaires ; la mesure fut rejetée dans le comté par 56,78 % des voix, mais la mesure fut cependant validée dans l'état grâce à une marge étroite de 51 %, faisant du Missouri un des premiers états à approuver la recherche sur les cellules souches embryonnaires.
Malgré la longue tradition du comté d'Oregon de supporter des plates-formes socialement conservatrices, les électeurs du comté ont tendance à avancer des causes populistes, comme augmenter le salaire minimum. En 2006, les électeurs du Missouri ont voté pour une proposition (Proposition B) pour augmenter le salaire horaire minimum dans l'état à 6,50 $ ; cette proposition a été acceptée dans le comté avec 73,14 % des votes. La proposition a été adoptée largement dans l'état avec 75,94 % des voix. Durant la même élection, les électeurs de cinq autres états ont également approuvé des augmentations du salaire minimum.

#### Primaires 2008
Aux primaires de l'élection présidentielle de 2008, les électeurs du comté d'Oregon des deux partis ont soutenu des candidats qui ont terminé deuxième dans l'état et nationalement.

##### Républicains
L'ancien gouverneur de l'Arkansas Mike Huckabee a gagné dans le comté d'Oregon avec 58,88 % des voix. Le sénateur de l'Arizona John McCain a fini à la seconde place dans le comté avec 20,47 %. L'ancien gouverneur du Massachusetts Mitt Romney est arrivé à la troisième place avec 11,34 % des voix alors que le parti libertarien du représentant du Texas Ron Paul a terminé quatrième avec 8,54 % des voix.
Huckabee devançait ses concurrents dans le Missouri durant la majeure partie de la soirée jusqu'à ce que les circonscriptions, à commencer par St. Louis, commencent à rapporter des victoires de McCain. À la fin du vote, McCain reçut 32,95 % des voix contre 31,53 % à Huckabee, soit une différence de 1,42 %. McCain a reçu l'ensemble des 58 délégués de l'état, le parti Républicain apportant toutes les voix au gagnant du scrutin (en anglais, principe du winner-take-all).

##### Démocrates
L'ancienne sénatrice et désormais Secrétaire d'État Hillary Rodham Clinton (Démocrate, New York) a gagné dans le comté d'Oregon par une différence de quasiment un à trois sur l'actuel président Barack Obama (Démocrate, Illinois). Clinton a emporté le comté avec 71,77 % des votes alors qu'Obama en a reçu 24,09 %. Bien qu'il se soit retiré de la course, l'ancien sénateur John Edwards (Démocrate, Caroline du Nord) a tout de même reçu 3,05 % des voix du comté.
Clinton avait une large avance initiale dans le Missouri au début de la soirée, lorsque les circonscriptions rurales commençaient à envoyer leurs résultats, conduisant plusieurs organes d'information à lui attribuer la victoire dans l'état. Cependant, Obama commença à la rattraper alors que les circonscriptions à forte population afro-américaine de Saint-Louis commençaient à envoyer leurs résultats, pour la dépasser par la suite. À la fin, Obama reçut 49,32 % des voix contre 47,90 % pour Clinton, soit une différence de 1,42 %. Les deux candidats se partagèrent les 72 délégués, le parti démocrate utilisant une représentation proportionnelle.
- Hillary Rodham Clinton a reçu plus de votes - un total de 989 - que n'importe quel autre candidat (tous partis confondus) dans le comté d'Oregon durant ces primaires.